# Fernand Massay
Fernand Armand Massay (ur. 20 grudnia 1919 – zm. 30 grudnia 2010) – belgijski piłkarz grający na pozycji obrońcy. Był reprezentantem Belgii.

## Kariera klubowa
Całą swoją karierę piłkarską Massay spędził w klubie Standard Liège, w którym w sezonie 1937/1938 zadebiutował w pierwszej lidze belgijskiej i grał w nim do 1953 roku.

## Kariera reprezentacyjna
W reprezentacji Belgii Massay zadebiutował 13 maja 1945 w przegranym 1:4 towarzyskim meczu z Luksemburgiem, rozegranym w Luksemburgu. Od 1945 do 1957 rozegrał w kadrze narodowej 5 meczów.